# Condado de Warren (Nueva York)
El condado de Warren (en inglés: Warren County) fundado en 1788 es un condado en el estado estadounidense de Nueva York. En el 2000 el condado tenía una población de 63,303 habitantes en una densidad poblacional de 28 personas por km². La sede del condado es Queensbury.

## Geografía
Según la Oficina del Censo, el condado tiene un área total de 2414 km² (932 mi²), de la cual 2253 km² (869,9 mi²) es tierra y 161 km² (62,2 mi²) (6.69%) es agua.

### Condados adyacentes
- Condado de Essex - norte
- Condado de Washington - este
- Condado de Saratoga - sur
- Condado de Hamilton - oeste

### Clima
El clima del condado de Warren, es húmedo continental como el resto del estado de Nueva York.
| Temperaturas normales mínimas y máximas para Lake George, Nueva York en la parte superior en F y el promedio de las precipitaciones anual en pulgadas en la parte inferior. |       |       |       |       |       |       |       |       |       |       |       |       |
| Ciudad | Ene   | Feb   | Mar   | Abr   | May   | Jun   | Jul   | Ago   | Sep   | Oct   | Nov   | Dic   |
| Lake George | 31/10 | 35/12 | 45/22 | 59/33 | 71/45 | 79/53 | 83/58 | 81/56 | 73/48 | 61/37 | 47/29 | 35/17 |
| |       |       |       |       |       |       |       |       |       |       |       |       |
| Ciudad | Ene   | Feb   | Mar   | Abr   | May   | Jun   | Jul   | Ago   | Sep   | Oct   | Nov   | Dic   |
| Lake George | 3.50" | 2.58" | 3.70" | 3.73" | 4.42" | 4.17" | 4.20" | 4.28" | 4.07" | 3.61" | 4.05" | 3.46" |
| Fuente:Weather Channel |       |       |       |       |       |       |       |       |       |       |       |       |

## Demografía
En el 2000 la renta per cápita promedia del condado era de $39,198, y el ingreso promedio para una familia era de $46,793. En 2000 los hombres tenían un ingreso per cápita de $32,922 versus $22,279 para las mujeres. El ingreso per cápita para el condado era de $20,727 y el 9.70% de la población estaba bajo el umbral de pobreza nacional.

## Localidades
- Pueblo de Bolton
  - Aldea de Bolton Landing
- Pueblo de Chester
  - Aldea de Chestertown
- Ciudad de Glens Falls
- Pueblo de Hague
- Pueblo de Horicon
- Pueblo de Johnsburg
- Pueblo de Lake George
  - Villa de Lake George
- Pueblo de Lake Luzerne
- CDP de North Creek
- CDP de Pottersville
- Pueblo de Queensbury
- Pueblo de Stony Creek
- Pueblo de Thurman
- Pueblo de Warrensburg